# DSA-563
La DSA-563 es una carretera perteneciente a la Red Secundaria de la Diputación Provincial de Salamanca que une la localidad de Trabanca con la carretera SA-314.
Además de estas dos localidades, también pasa por Villarino de los Aires y Pereña de la Ribera.

## Recorrido
La carretera DSA-563 tiene su origen en Trabanca en la intersección con las carreteras SA-315 y SA-316 y termina en la intersección con la carretera SA-314 en Masueco formando parte de la Red de carreteras de Salamanca.
| Trabanca (Intersección con /) - Masueco (Intersección con ) | Trabanca (Intersección con /) - Masueco (Intersección con ) | Trabanca (Intersección con /) - Masueco (Intersección con ) | Trabanca (Intersección con /) - Masueco (Intersección con ) | Trabanca (Intersección con /) - Masueco (Intersección con ) | Trabanca (Intersección con /) - Masueco (Intersección con ) | Trabanca (Intersección con /) - Masueco (Intersección con ) | Trabanca (Intersección con /) - Masueco (Intersección con ) | Trabanca (Intersección con /) - Masueco (Intersección con ) | Trabanca (Intersección con /) - Masueco (Intersección con ) | Trabanca (Intersección con /) - Masueco (Intersección con ) |
| Esquema                                                     | PK                                                          | Sentido Masueco                                             | Sentido Masueco                                             | Sentido Masueco                                             | Sentido Masueco                                             | Sentido Trabanca                                            | Sentido Trabanca                                            | Sentido Trabanca                                            | Sentido Trabanca                                            | Incidencias                                                 |
| Esquema                                                     | PK                                                          | Velocidad                                                   | Elemento                                                    | Salida                                                      | Salida                                                      | Salida                                                      | Salida                                                      | Elemento                                                    | Velocidad                                                   | Incidencias                                                 |
| Esquema                                                     | PK                                                          | Velocidad                                                   | Elemento                                                    | Dir.                                                        | Nombre                                                      | Nombre                                                      | Dir.                                                        | Elemento                                                    | Velocidad                                                   | Incidencias                                                 |
| ----------------------------------------------------------- | ----------------------------------------------------------- | ----------------------------------------------------------- | ----------------------------------------------------------- | ----------------------------------------------------------- | ----------------------------------------------------------- | ----------------------------------------------------------- | ----------------------------------------------------------- | ----------------------------------------------------------- | ----------------------------------------------------------- | ----------------------------------------------------------- |
|                                                             | 0,0                                                         |                                                             |                                                             | Vitigudino Cabeza de Framontanos                            | Vitigudino Cabeza de Framontanos                            | Vitigudino Cabeza de Framontanos                            |                                                             |                                                             |                                                             |                                                             |
| Presa de Almendra Zamora Ledesma Almendra                   | 0,0                                                         |                                                             |                                                             |                                                             |                                                             |                                                             |                                                             |                                                             |                                                             |                                                             |
| Puente de San Lorenzo Fermoselle                            | 0,0                                                         |                                                             |                                                             |                                                             |                                                             |                                                             |                                                             |                                                             |                                                             |                                                             |
|                                                             | 0,1                                                         |                                                             |                                                             | TRABANCA                                                    | TRABANCA                                                    | TRABANCA                                                    | TRABANCA                                                    |                                                             |                                                             |                                                             |
|                                                             | 7,3                                                         |                                                             |                                                             | VILLARINO DE LOS AIRES                                      | VILLARINO DE LOS AIRES                                      | VILLARINO DE LOS AIRES                                      | VILLARINO DE LOS AIRES                                      |                                                             |                                                             |                                                             |
|                                                             | 7,4                                                         |                                                             |                                                             | Cabeza de Framontanos                                       | Cabeza de Framontanos                                       | Cabeza de Framontanos                                       | Cabeza de Framontanos                                       |                                                             |                                                             |                                                             |
|                                                             | 8,9                                                         |                                                             |                                                             | Central Hidroeléctrica de Villarino                         | Central Hidroeléctrica de Villarino                         | Central Hidroeléctrica de Villarino                         | Central Hidroeléctrica de Villarino                         |                                                             |                                                             |                                                             |
|                                                             | 9,3                                                         |                                                             |                                                             | VILLARINO DE LOS AIRES                                      | VILLARINO DE LOS AIRES                                      | VILLARINO DE LOS AIRES                                      | VILLARINO DE LOS AIRES                                      |                                                             |                                                             |                                                             |
|                                                             | 10,6                                                        |                                                             |                                                             | Subestación de Villarino                                    | Subestación de Villarino                                    | Subestación de Villarino                                    | Subestación de Villarino                                    |                                                             |                                                             |                                                             |
|                                                             | 14,0                                                        |                                                             |                                                             | Cabeza de Framontanos Trabanca                              | Cabeza de Framontanos Trabanca                              | Cabeza de Framontanos Trabanca                              | Cabeza de Framontanos Trabanca                              |                                                             |                                                             |                                                             |
|                                                             | 14,2                                                        |                                                             |                                                             | Pereña de la Ribera                                         | Pereña de la Ribera                                         | Pereña de la Ribera                                         | Pereña de la Ribera                                         |                                                             |                                                             |                                                             |
|                                                             | 14,5                                                        |                                                             |                                                             |                                                             | Pereña de la Ribera                                         | Pereña de la Ribera                                         |                                                             |                                                             |                                                             |                                                             |
|                                                             | 14,5                                                        | La Vídola Vitigudino                                        |                                                             |                                                             |                                                             |                                                             |                                                             |                                                             |                                                             |                                                             |
|                                                             | 15,0                                                        |                                                             |                                                             | Pereña de la Ribera                                         | Pereña de la Ribera                                         | Pereña de la Ribera                                         | Pereña de la Ribera                                         |                                                             |                                                             |                                                             |
|                                                             | 18,3                                                        |                                                             | 4,4 km                                                      | Puerto de montaña                                           | Puerto de montaña                                           | Puerto de montaña                                           | Puerto de montaña                                           | 4,4 km                                                      |                                                             |                                                             |
| 22,7                                                        |                                                             |                                                             | 4,4 km                                                      | Puerto de montaña                                           | Puerto de montaña                                           | Puerto de montaña                                           | Puerto de montaña                                           | 4,4 km                                                      |                                                             |                                                             |
|                                                             | 21,0                                                        |                                                             |                                                             |                                                             | Río Uces                                                    | Río Uces                                                    |                                                             |                                                             |                                                             |                                                             |
|                                                             | 22,770                                                      |                                                             |                                                             |                                                             | Masueco Aldeadávila de la Ribera                            | Masueco Aldeadávila de la Ribera                            | Masueco Aldeadávila de la Ribera                            |                                                             |                                                             |                                                             |
|                                                             | 22,770                                                      | Las Uces Vitigudino                                         |                                                             |                                                             |                                                             |                                                             |                                                             |                                                             |                                                             |                                                             |